# Site historique national de Christiansted
Le site historique national de Christiansted, situé à Christiansted, commémore le développement colonial urbain des Îles Vierges. Il présente des structures des XVIIIe et XIXe siècles au cœur de Christiansted, la capitale des anciennes Antilles danoises, sur l'île Sainte-Croix.
Le site, attestant de la présence danoise dans les Caraïbes; comprend six structures historiques : le fort Christiansvaern (construit de 1738 à 1749), l'Entrepôt de la Compagnie danoise des Indes occidentales et de Guinée (1749), le Steeple Building (1753), le Bâtiment des douanes (construit de 1840 à 1842), le Poste de pesage de (1856) et la Maison du Gouverneur (1747). La Compagnie danoise des Indes occidentales et de Guinée organisa des ventes aux enchères d'esclaves dans l'enceinte de son entrepôt jusqu'en 1803, année de l'interdiction de la traite des esclaves.

## Historique
À partir de mai 1735, Christiansted fut développé à l'aide d'un plan en damier lorsque le gouverneur Frederick Moth conduisit un groupe de colons sur le site d'un ancien camp français. Le code de la construction de 1747 dictait la largeur des rues, les marges de recul, le zonage et les matériaux de construction. Les structures de maçonnerie étaient la norme dans les années 1760 et une architecture néoclassique caractérisait les bâtiments du gouvernement colonial.
Le fort Christiansvaern a été construit en 1738 sur les vestiges d'une ancienne fortification française détruite par un ouragan. Le fort protégeait le commerce, avec la fondation d'un entrepôt pour conserver le sucre en 1749, des pirates et des corsaires, ainsi que des citoyens des révoltes d’esclaves. Les premiers gouverneurs danois ont également été logés ici. Les Britanniques occupèrent la colonie de 1801 à 1803 et de 1807 à 1815. Le fort abrita le siège de la police, les bureaux du tribunal, le palais de justice et les archives à partir de 1878. Les soldats furent remplacés par 60 gendarmes en 1906 et restèrent jusqu'au jour de l'achat des îles danoises par les États-Unis en 1917.
Le fort a également servi de prison à la colonie. Une détenue notable était la mère d'Alexander Hamilton, Rachel Faucette. Elle s'est mariée à son premier mari, Johann Michael Lavien, en 1745, à l'âge de seize ans. En 1750, elle refusa de vivre plus longtemps avec lui, une infraction pour laquelle son mari la fit emprisonner en vertu de la loi danoise. Elle passa plusieurs mois dans une cellule de 10 × 13 pieds avec une petite fenêtre. Peu de temps après sa libération, elle enfuie dans les Antilles britanniques, où elle rencontra le père d'Alexander Hamilton.
Le site historique a été fondé pour la première fois le 4 mars 1952 en tant que lieu historique national des Îles Vierges, à l’initiative des citoyens concernés. Son but était de préserver les structures et les terrains historiques à l'intérieur de ses terres et de mieux comprendre l'économie et le mode de vie danois entre 1733 et 1917, y compris l'administration coloniale, les structures militaire et naval, le commerce international (y compris le commerce des esclaves), la diversité religieuse et l'architecture, les métiers, et les crimes et les peines encourues. Comme toutes les zones historiques administrées par le Service des parcs nationaux, le site historique a été inscrit au Registre national des lieux historiques le 15 octobre 1966.
En 2016, le Service des parcs nationaux prévoyait de célébrer son centenaire avec une initiative visant à réhabiliter le principal entrepôt en un musée de la traite négrière, et à restaurer le complexe suivant son apparence de 1833.